# قانون ورشکستگی ایالات متحده
عنوان ۱۱ کد ایالات متحده (به انگلیسی: Title 11 of the United States Code) که تحت نام قانون ورشکستگی ایالات متحده (به انگلیسی: United States Bankruptcy Code) نیز شناخته می‌شود، منابع قانون ورشکستگی در کد ایالات متحده است.

## فصل‌ها
عنوان ۱۱ به ۹ فصل تقسیم شده که قبلاً فصول بیشتری داشت اما برخی از آنها حذف شدند. ۹ فصل عبارت اند از:
- فصل ۱: مقررات عمومی
- فصل ۳: اجرای پرونده
- فصل ۵: بستانکار، بدهکار و دارایی
- فصل ۷: انحلال
- فصل ۹: جرح و تعدیل بدهی‌های شهرداری
- فصل ۱۱: سازماندهی مجدد
- فصل ۱۲: جرح و تعدیل بدهی یک کشاورز یا ماهیگیر خانوادگی با درآمد سالانه منظم
- فصل ۱۳: جرح و تعدیل بدهی‌های یک فرد با درآمد منظم
- فصل ۱۵: موارد فرعی و سایر موارد فرامرزی